# Institut de recherche technologique SystemX
 (janvier 2020).
 (janvier 2020).
Créé en 2012, l'Institut de recherche technologique SystemX est un institut de recherche technologique qui mène des projets de recherche appliquée orientés vers les nouvelles technologies d' l'ingénierie numérique
L'institut est une fondation de coopération scientifique comptant 12 membres fondateurs parmi lesquels 8 organisations industrielles , 3 organisations académiques et un pôle de compétitivité local.

## Historique
L'Institut de recherche technologique (IRT) SystemX a été labellisé le 1er février 2012 dans le cadre du Programme d'investissement d'avenir (PIA) mis en place dans le but de soutenir l'innovation en France. Au total, ce sont 8 IRT qui ont été labellisés. Ces instituts ont été réunis au sein de l'association French Institutes of Technology (FIT) en 2015.
C'est une fondation de coopération scientifique (FCS) avec douze membres fondateurs, parmi lesquels huit sont des entreprises à caractère industriel, Alstom, Atos - Bull, Cosmo Tech, IDnomic, OVHcloud, le Groupe Renault, Safran, Sherpa Engineering, trois autres des organismes relevant du monde académique, Inria, l'Institut Mines-Télécom, et l'Université Paris-Saclay, le dernier membre étant le pôle de compétitivité local Systematic Paris-Region. 
Plusieurs projets se concrétisent en 2016. Tout d'abord le lancement de Start@SystemX qui permet à des start-up innovantes souhaitant développer de nouveaux services de collaborer avec les grands industriels, PME et acteurs académiques partenaires de l'institut. Par ailleurs, la chaire Anthropolis est lancée, également portée par CentraleSupélec. Elle travaille sur les questions liées à la mobilité du futur, en intégrant des contraintes telles que la logistique, l'alimentation ou encore la gestion des déchets. Début 2020, la chaire Anthropolis a été reconduite pour 4 ans.
En 2018, l'IRT, Inria, Télécom Paris et Télécom SudParis s'associent pour coordonner leurs efforts autour de la blockchain dans le cadre de l'initiative BART.
En 2020, SystemX lance un programme autour de l'intelligence artificielle baptisé "Intelligence artificielle et ingénierie augmentée (IA2)".

## Présentation

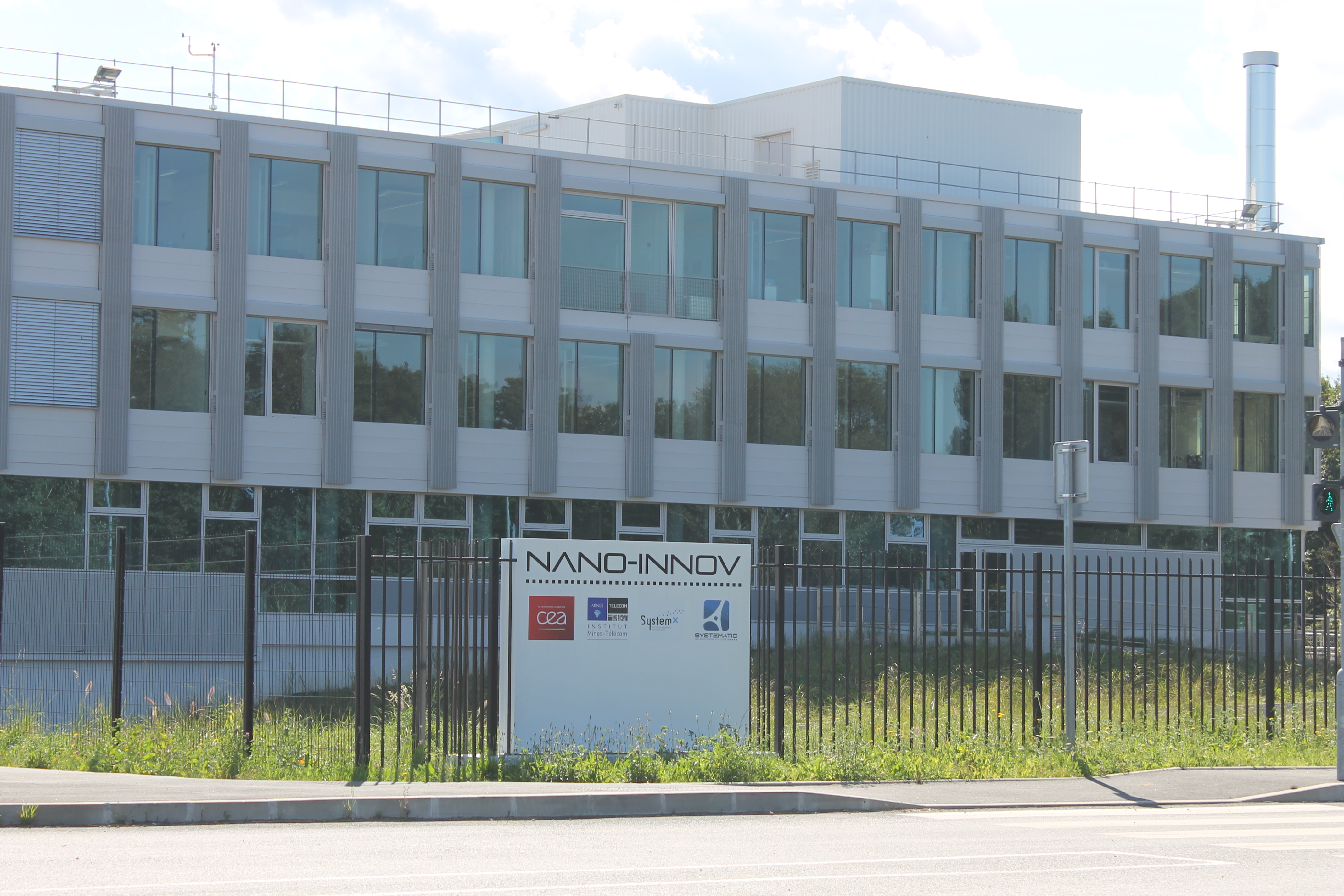
Le bâtiment de Nano Innov, siège de l'IRT SystemX (plateau de Saclay, Paris-Saclay).

Basé à Saclay, et présent depuis 2017 à Lyon et Singapour, l'Institut de Recherche Technologique (IRT) SystemX participe à l'innovation dans le domaine du numérique.
Expert en analyse, modélisation, simulation et aide à la décision appliqués aux systèmes complexes, l'institut dédié à l'ingénierie numérique des systèmes coordonne des projets de recherche réunissant académiques et industriels. Ils collaborent pour lever des verrous scientifiques au sein de quatre secteurs : Mobilité et Transport autonome, Industrie du futur, Défense et Sécurité, Environnement et Développement durable.

## Diffusion des connaissances
L'IRT SystemX soutient la formation en ingénierie numérique des systèmes au travers de trois grandes actions : les projets CRÉE (Coopération - Recherche - Étudiant - Entreprise), la SAAS Academy et SiMSEO (programme piloté par Teratec et Genci).  

## Accusations de fraude fiscale
Le Canard enchaîné a publié dans son édition du 2 janvier 2019 , un article intitulé « Des recherches privées au frais de l’État » relatif à de possibles moyens utilisés par des sociétés françaises « pour mener d’ambitieuses recherches scientifiques… grâce aux fonds publics » et qui s’appuieraient à cette fin sur les instituts de recherche technologique. SystemX est pris comme exemple pour illustrer le propos. Sont évoqués notamment : l’utilisation du CIR par les entreprises partenaires de l’IRT SystemX, le mécanisme de mise à disposition de personnels, le nombre de départs de collaborateurs ou encore la modification du nom des contrats de recherche. 
Dans son émission du 19 novembre 2019, le magazine d'investigation Cash Investigation épingle les dérives du dispositif crédit d'impôt recherche visant à soutenir la recherche privée, notamment au travers d'une enquête sur le "super" crédit d'impôt recherche de l'IRT SystemX 
Le magazine économique Challenges dans un article du 20 novembre 2019 revient sur l'émission Cash Investigation et l'exemple de SystemX, à travers son "super" crédit d'impôt recherche
L'hebdomadaire L'Usine Nouvelle publie le 28 novembre 2019 un article dans lequel le directeur général de SystemX s'exprime à la suite de l'émission Cash Investigation. Il souligne que « La raison d'être de l'Institut est de créer des conditions de convergence entre les recherches académique et industrielle (...). Les recherches qui sont menées dans le cadre de nos projets ne bénéficient pas seulement aux industriels qui les financent, elles ont un impact sur l'ensemble de sa filière, voire sur d'autres écosystèmes. » Il indique également que les IRT ont tous été audités par le Haut conseil de l'évaluation de la recherche et de l'enseignement supérieur (HCERES) et que ses conclusions sont favorables.[source insuffisante]
L'article est actualisé par L'Usine Nouvelle le 2 décembre 2019, afin de permettre à la rédaction de Cash Investigation de rappeler les refus systématiques d'interview de son directeur général et de réagir à l'ensemble de ses dénégations : "Nous avons enquêté plusieurs mois sur ce dossier et nous maintenons toutes les informations sur l’IRT SystemX présentées dans le documentaire. Par ailleurs, par souci du contradictoire, nous avons tenté à plusieurs reprises d’obtenir un entretien avec son directeur général, monsieur Paul Labrogère, qui a refusé toutes nos demandes d'interview." .